# Lactistica geranodes
Lactistica geranodes är en fjärilsart som beskrevs av Edward Meyrick 1907. Lactistica geranodes ingår i släktet Lactistica och familjen praktmalar, Oecophoridae. Inga underarter finns listade i Catalogue of Life.